# Acteon lacunatus
Acteon lacunatus är en snäckart som beskrevs av Dall 1927. Acteon lacunatus ingår i släktet Acteon och familjen Acteonidae. Inga underarter finns listade i Catalogue of Life.